# Storia della violenza contro le persone LGBT negli Stati Uniti d'America
La storia della violenza contro le persone LGBT negli Stati Uniti d'America comprende aggressioni contro gay, lesbiche, bisessuali, transgender e individui intersessuali (LGBT), le risposte giuridiche a tale crimine d'odio e le statistiche relative al riguardo. Le persone prese di mira da questa tipologia di violenza vengono generalmente percepite come pericolose in quanto violano le regole interiorizzate di eteronormatività e contravvengono ai ruoli sessuali di genere intesi come imperativi.
Gli atti di violenza contro gli appartenenti alla comunità LGBT e il bullismo omofobico - specialmente in ambito scolastico, rivolto espressamente verso adolescenti omosessuali e che può condurre fino al suicidio - può venire inquadrato nell'ambito del crimine dovuto ad odio e pregiudizio quando le persone divengono vittime semplicemente a causa della propria razza, etnia, religione, sesso o (in questo caso) orientamento sessuale.
I crimini d'odio contro le persone LGBT si verificano molto spesso perché gli autori sono affetti da radicata omofobia; la violenza mirata e diretta contro certe persone a causa della loro omosessualità può essere sia psicologica che fisica, ma può arrivare nei casi più gravi anche fino all'omicidio; le cause scatenanti di tali azioni possono essere legate a fattori culturali, religiosi, politici o dovuti a pregiudizio.
In data 29 aprile 2009, la Camera dei Rappresentanti (Stati Uniti d'America) ha votato per estendere la legge federale che classifica come "crimini d'odio" gli attacchi basati sull'orientamento sessuale o l'identità di genere della vittima. Il Senato degli Stati Uniti ha approvato il disegno di legge in data 22 ottobre 2009. Il Matthew Shepard Act è stato controfirmato e trasformato in risoluzione di legge effettiva dal presidente Barack Obama il 28 ottobre 2009.

## Statistiche federali sugli atti criminali scatenati dall'odio omofobico
Nel 2004 l'FBI ha riferito che il 15,6% dei crimini d'odio denunciati alla polizia sono stati causati dalla percezione estremamente negativa dell'orientamento sessuale della vittima. Il 61% di questi attacchi erano stati contro gli omosessuali maschi, il 14% contro lesbiche, 2% contro eterosessuali e l'1% contro bisessuali, mentre gli attacchi contro le persone LGBT in generale costituivano il 20% del totale. La violenza fondatasi sulla base della percezione negativa dell'identità di genere non è stata invece registrato nel rapporto.
L'FBI ha inoltre riferito che nel corso del 2006 i crimini d'odio contro i gay è aumentato al 16% dal 14% che era nell'anno precedente, in percentuale del totale di tutti i crimini d'odio documentati negli Stati Uniti. La relazione annuale 2006, pubblicato il 19 novembre del 2007, ha anche stabilito che reati di odio basati sull'orientamento sessuale sono il terzo tipo più comune, dopo quelli di matrice razziale e religiosa.
Nel 2008, il 17,6% dei crimini d'odio si basavano sulla percezione dell'orientamento sessuale della vittima; di questi, il 72.23% erano crimini di natura violenta. A fronte dei 4.704 reati che sono stati commessi a causa di pregiudizi razziali ve ne sono stati 1617 a causa dell'orientamento sessuale; di questi, a sua volta, solo un omicidio e uno stupro sono stati scatenati a causa di pregiudizi razziali, mentre rispettivamente di cinque e sei volte maggiore è la preponderanza di omicidi e stupri commessi in base all'orientamento sessuale.
Il vice District attorney (procuratore distrettuale) della contea di Santa Clara in California, Jay Boyarsky, ha constatato un aumento significativo nei reati di odio anti-gay, da 3 nel 2007 a 14 nel 2008, anche in concomitanza con le vaste polemiche prodottesi a riguardo del referendum sul matrimonio tra persone dello stesso sesso denominato California Proposition 8 . Tuttavia, lo stesso ufficio del procuratore ha messo in guardia contro una lettura troppo semplicistica dei piccoli campioni statistici, sottolineando che la stragrande maggioranza degli incidenti di odio non arrivano fino all'ufficio del procuratore distrettuale in quanto non denunciati o perché non reputati di entità grave.
Ancora nel 2011, l'FBI ha segnalato 1.572 vittime di reati di odio mirato fondato su un pregiudizio nei confronti dell'orientamento sessuale; questi costituiscono il 20,4% dei crimini d'odio complessivi per quell'anno. Tra le vittime totali, il 56,7% sono stati uomini aggrediti sulla base di forti pregiudizi anti-omosessuali, il 29,6% transgender, transessuali o bisessuali, mentre l'11,1% sono state lesbiche.

## Significativi atti di violenza contro le persone LGBT negli U.S.A.

### Anni '70
- Marzo 1970

Howard Efland, uomo omosessuale che si era iscritto al Dover Hotel sotto lo pseudonimo di J. McCann, viene picchiato a morte dai funzionari del Los Angeles Police Department.
- 24 giugno 1973

A seguito di un attentato incendiario contro l'"Upstairs Lounge", un bar gay di New Orleans, rimangono uccise 32 persone.
- 21 giugno 1977

Robert Hillsborough viene accoltellato a morte a San Francisco da un uomo che gridava "faggott" (frocio).
- 5 luglio 1978

Una banda di giovani teppisti armati di mazze da baseball e grossi rami di alberi aggrediscono alcuni uomini in una zona di Central Park a New York che si dice essere frequentata da omosessuali. Le vittime sono state aggredite a caso, ma gli assalitori hanno poi confessato di aver deliberatamente preordinato l'attacco fuori dal parco con l'intenzione di aggredire gli omosessuali. Uno dei feriti è stato l'ex pattinatore Dick Button, che è stato assalito mentre si guardava uno spettacolo pirotecnico all'interno del parco.
- 27 novembre 1978

Harvey Milk, politico californiano apertamente omosessuale e supervisore della città di San Francisco, viene assassinato assieme al sindaco George Moscone dal rivale politico Dan White alla "San Francisco City Hall". L'indignazione scaturita dalla leggera condanna comminata al colpevole (appena sette anni di carcere) ha provocato i cosiddetti "tumulti della notte bianca" (21 marzo 1979).
- Gennaio 1979

Il celebre drammaturgo, sceneggiatore e poeta omosessuale Tennessee Williams - autore tra le altre cose di Un tram che si chiama Desiderio, La gatta sul tetto che scotta e Improvvisamente l'estate scorsa (dramma) - viene picchiato da cinque ragazzi adolescenti nell'isola di Key West in Florida; l'autore ne riportò gravi lesioni. L'episodio è stato parte di un'ondata di violenza anti-gay ispirata da un giornale omofobo gestito da un locale ministro della chiesa battista.
- 5 giugno 1979

Terry Knudsen viene picchiato a morte da tre uomini al Loring Park di Minneapolis.
- 7 settembre 1979

Robert Allen Taylor viene accoltellato a morte nei pressi del Loring Park di Minneapolis. Un giornalista locale che ha intervistato l'assassino dal carcere si è sentito dare questa giustificazione, "non mi piacciono i gay. Va bene?"
- 7 ottobre 1979

Il diciassettenne afroamericano Steven Charles di Newark (adolescente omosessuale dedito alla prostituzione maschile) viene picchiato a morte a New York da Robert Delicio, dal malavitoso Costabile Farace e da David Spoto; i tre hanno anche aggredito l'amico sedicenne di Charles, Thomas Moore di Brooklyn che rimane gravemente ferito, ma salvato appena in tempo perché soccorso da un residente. Moore ha identificato i colpevoli quattro giorni dopo l'incidente. Farace, il leader dell'attacco, dichiarato colpevole di omicidio di primo grado è stato rilasciato sulla parola dopo otto anni, nel 1988. Egli stesso è stato poi assassinato il 17 novembre 1989.

### Anni '80
- 5 luglio 1984

Il ventitreenne Charlie Howard viene aggredito, gettato in un fiume e fatto annegare da tre teppisti adolescenti; la motivazione data dai responsabili è stata quella che si trattava di un "vistoso frocio effeminato".
- 13 maggio 1988

La ventottenne Rebecca Wight viene uccisa a colpi di pistola da Stephen Roy Carr durante le escursioni del campeggio lungo il sentiero degli Appalachi. Carr dichiarò in seguito di essersi infuriato dopo aver saputo del lesbismo della giovane donna, avendola sorpresa assieme alla compagna Claudia Brenner.
- 15 maggio 1988

Tommy Lee Trimble e John Lloyd Griffin, due uomini gay, vengono prima aggrediti e poi assassinati a colpi di pistola da Richard Lee Bednarski a Dallas. Bednarski è stato poi condannato per i due omicidi a 30 anni di carcere. Il giudice che ha emesso la sentenza, Jack Hampton, ha detto più tardi che lo ha fatto perché le vittime erano omosessuali, che non sarebbero quindi stati uccisi se "non fossero stati per le strade a fare battuage". I commenti di Hampton hanno provocato polemiche e il magistrato si è poi censurato per le sue osservazioni, ma perdendo in tal maniera la possibilità di essere rieletto alla carica nel 1992.

### Anni '90
- 2 gennaio 1990

James Zappalorti, gay nonché veterano della guerra del Vietnam, viene accoltellato a morte.
- 2 luglio 1990

Julio Rivera viene assassinato a New York da due uomini che lo hanno picchiato con un martello ed infine pugnalato semplicemente per il fatto di essere gay.
- 4 luglio 1991

Il ventottenne banchiere di Houston Paul Broussard viene assassinato. È stato attaccato da 10 giovani uomini insieme con Clay Anderson e Richard Delaunay, che è sopravvissuto. Tutti e dieci gli aggressori sono stati poi condannati, con pene variabili, da un periodo di prova all'ospedalizzazione fino ai 45 anni di reclusione per Jon Buice, che ha confessato di aver inflitto la pugnalata che ha causato la ferita mortale.
- 27 ottobre 1992

Allen Schindler, ventiduenne sottufficiale dalla United States Navy, viene ucciso da un compagno di bordo che lo ha calpestato a morte con degli scarponi militari in un bagno pubblico in Giappone. Schindler si era lamentato più volte di aver subito molestie anti-gay a bordo della nave. Il caso ha assunto rilevanza internazionale diventando sinonimo della "questione omosessuale" nel dibattito all'interno dell forze armate statunitensi e che covava già da tempo negli Stati Uniti concludendosi con il disegno di legge denominato Don't ask, don't tell ("Non chiedere, non dire").
- 25-31 dicembre 1993

Il ventunenne transgender (FtM) Brandon Teena subisce ripetutamente violenza sessuale la notte di Natale per poi essere assassinato con un colpo di pistola alla nuca l'ultimo dell'anno, il tutto a causa della rivelazione fatta dalla polizia agli amici maschi di Brandon riguardante la sua identità di genere. Gli eventi che hanno portato alla morte di Teena sono stati rappresentati nel film Boys Don't Cry (film).
- 9 marzo 1995

Il trentaduenne Scott Amedure viene ucciso dopo aver rivelato la sua attrazione per il suo amico Jonathan Schmitz in una puntata del talk show "The Jenny Jones Show" dedicata agli amori segreti. Schmitz ha acquistato un fucile per uccidere Amedure e lo ha fatto dopo che Amedure ha ammesso di essere ancora attratto da lui; Schmitz poi si è consegnato alla polizia.
- 20 novembre 1995

Chanelle Pickett, una ventitreenne afroamericana transessuale, muore a seguito della colluttazione col padrone di casa William C. Palmer il quale le aveva intimato di abbandonare immediatamente l'appartamento che le aveva affittato.
- 4 dicembre 1995

Roxanne Ellis e Michelle Abdill, una coppia lesbica di Medford (Oregon), viene uccisa da un uomo che affermò di provare "compassione" per le persone bisessuali o omosessuali. Robert Acremant è stato condannato alla pena di morte per iniezione letale.
- 4 gennaio 1996

Fred Mangione, un uomo gay, viene assassinato in Texas da due fratelli affiliati al neonazismo statunitense. Il suo partner, Kenneth Stern, è stato anch'egli attaccato purtuttavia riuscendo a porsi in salvo in tempo. Uno degli aggressori, Ronald Henry Gauthier, ha scontato una pena di dieci anni ed ha poi ottenuto la sentenza di libertà vigilata.
- Maggio 1996

Julianne Williams, 24 anni e la sua compagna Lollie Winans, 26 anni, vengono uccise nel loro campeggio lungo il sentiero degli Appalachi all'interno del Shenandoah National Park. Le due giovani sono state rinvenute legate e con la gola tagliata. A tutt'oggi non vi è stata alcuna condanna degli omicidi.
- 1 agosto 1996

Il trentaquattrenne Nick Moraida, gay latinos, viene ucciso durante una rapina. Il suo assassino, Richard Cartwright , è stato condannato alla pena di morte.
- 21 febbraio 1997

La "The Otherside Lounge", una discoteca lesbica di Atlanta, viene bombardata da Eric Rudolph, il " Bomber di Olympic Park "; cinque clienti del bar sono rimaste gravemente ferite. In una dichiarazione rilasciata dopo essere stato condannato a cinque ergastoli consecutivi per i suoi diversi attentati, Rudolph ha definito l'omosessualità uno "stile di vita aberrante".
- 7 ottobre 1998

Matthew Shepard, un giovane gay ventunenne di Laramie studente all'università del Wyoming viene sottoposto a tortura, picchiato duramente, legato ad una staccionata, abbandonato e lasciato morire; ritrovato 18 ore dopo l'aggressione è deceduto a causa delle gravissime ferite meno di una settimana dopo, il 12 ottobre. I suoi aggressori, Russell Arthur Henderson e Aaron James McKinney, sono stati entrambi condannati all'ergastolo.
- 19 febbraio 1999

Billy Jack Gaither, un trentanovenne gay, viene brutalmente picchiato a morte a Rockford (Alabama). I suoi aggressori, Steve Mullins e Charles Monroe Butler, sono stati giudicati colpevoli di omicidio ed entrambi condannati all'ergastolo senza condizionale.
- 1 luglio 1999

Gary Matson e il suo compagno Winfield Mowder vengono assassinati dai fratelli membri del potere bianco Matteo e Tyler Williams a Redding (California). Tyler Williams è stato condannato ad un minimo di 33 anni di carcere, sommando le condanne per gli attentati contro delle sinagoghe e il bombardamento di una clinica per aborti. Benjamin Williams ha affermato che uccidendo la coppia stava «obbedendo alle leggi del Creatore ". Si è suicidato nel 2003 in attesa del processo. Il loro ex pastore ha descritto i fratelli come "zelanti nella fede", ma "lontani dai pazzi".
- 6 luglio 1999

Il soldato di fanteria Barry Winchell viene assassinato a Fort Campbell in Kentucky dal commilitone Calvin Glover. Winchell è stato picchiato a morte con una mazza da baseball sulla base di voci diffuse concernenti i suoi rapporti con l'autore transgender Calpernia Addams. Glover è stato condannato al carcere a vita. Gli eventi che hanno portato alla morte di Winchell sono rappresentati nel film del 2003 intitolato Soldier's Girl.
- Settembre 1999

Il diciannovenne afroamericano Steen Fenrich viene assassinato dal suo patrigno, John D. Fenrich, a Queens (New York). I suoi resti smembrati sono stati rinvenuti nel marzo 2000, con la scritta "gay nigger number one" scarabocchiata sul cranio. Il colpevole fugge dalla polizia e poi si suicida.

### Anni 2000
- 3 luglio 2000

Il ventiseienne Arthur "JR" Warren viene preso a pugni e calci fino alla morte a Grant Town in Virginia Occidentale da due ragazzi adolescenti che credevano Warren responsabile della voce messa in giro che lo voleva aver avuto un rapporto sessuale con uno dei ragazzi, David Allen Parker.

### Anni 2010
- Strage di Orlando, Florida, nel giugno 2016[37].
- 6 novembre 2017

in Nevada Wendell Melton spara al figlio Giovanni, dopo averlo scoperto in compagnia del fidanzato.
- 23 agosto 2018

a Denver, California, un bambino di 9 anni di nome Jamel Myles si toglie la vita per essere stato bullizzato violentemente dai compagni dopo aver rivelato loro il proprio orientamento sessuale.